# 论莽热
论莽热是吐蕃在赤德松赞统治期间的一位军事人物，官职为内大相。“论莽热”是其官职“内大相”的音译。
唐德宗贞元年间，唐蕃曾有维洲之战。此战中，唐将韦皋生擒蕃将论莽热，并献俘长安。按旧唐书记载，韦皋于贞元八年（792年） 攻吐蕃之维州，获蕃将论莽热以献 ；按资治通鉴记载，贞元十八年（802年），韦皋遣使献论莽热， 上（唐德宗）赦之。